# Guhe (socken i Kina, Hebei)
Guhe (kinesiska: 古河乡, 古河) är en socken i Kina. Den ligger i provinsen Hebei, i den norra delen av landet, omkring 210 kilometer öster om huvudstaden Peking. Antalet invånare är 21 222. Befolkningen består av 10 583 kvinnor och 10 639 män. Barn under 15 år utgör 12,0 %, vuxna 15-64 år 75 %, och äldre över 65 år 11,0 %.
Genomsnittlig årsnederbörd är 739 millimeter. Den regnigaste månaden är augusti, med i genomsnitt 199 mm nederbörd, och den torraste är januari, med 3 mm nederbörd.